# Sofia I di Gandersheim
Sofia I (settembre 975 – 30 gennaio 1039) fu badessa di Gandersheim dal 1001 alla morte e badessa di Essen dal 1011 alla morte. Figlia dell'imperatore Ottone II e la sua consorte Teofano, fu una importante kingmaker della Germania medievale.

## Biografia

### Primi anni di vita
Secondo la Cronaca di Tietmaro di Merseburgo, Sofia nacque dall'imperatore Ottone II e Teofano e apparteneva dunque alla dinastia reale ottoniana. Potrebbe essere stata la prima figlia sopravvissuta, nata nel 975, anche se altre fonti indicano che sua sorella Adelaide, nata nel 977, era la sorella maggiore. Sofia è documentata per la prima volta in un atto di donazione del 979, quando suo padre affidò la sua istruzione alla sua cugina di primo grado, la badessa Gerberga II di Gandersheim. Sofia fu cresciuta e istruita nell'abbazia di Gandersheim per diventarne badessa fin dall'infanzia. La badessa Gerberga insegnò la disciplina conventuale e la legge conventuale, entrambe apprese con successe di lei. Sofia ricevette molti diritti e proprietà da suo padre e da suo fratello, Ottone III, che successe al padre come re dei Romani nel 983. 

### Il conflitto di Gandersheim
Sofia prese i voti per diventare una canonichessa nel 989. Essendo figlia di un imperatore, insistette per ricevere il velo dalle mani dell'arcivescovo Villigiso di Magonza, arcicancelliere del Sacro Romano Impero, entrando in conflitto con il vescovo locale, Osdag di Hildesheim. Il cronista contemporaneo Tangmaro, nella sua Vita Bernwardi (Vita di san Bernardo), narra di una feroce disputa tra i capi della chiesa di fronte al re Ottone III, sua madre Teofano e la corte reale. Alla fine venne consacrata da entrambi. Nelle fonti di Hildesheim, Sofia è descritta come una donna altezzosa e imperiosa, sebbene queste raffigurazioni possano essere di parte. 
Sofia e suo fratello sembravano essere reciprocamente in buoni rapporti; ricevette numerosi doni e partecipò alla dieta imperiale del 994, dove Ottone fu dichiarato maggiorenne. Consegnò a sua sorella le terre dell'abbazia di Eschwege, per esplicito desiderio della loro defunta madre Teofano, che era morta nel 991. Dal 995 al 997, Sofia fu assente dal convento, accompagnando suo fratello nella sua prima campagna italiana e fungendo da sua consorte. Fu badessa di Eschwege dal 997. Successivamente, tuttavia, non andò più alla corte di Ottone. 

### Principessa-badessa
Nel 1001 la sua tutrice e badessa Gerberga II di Gandersheim morì. Tuttavia, a causa della morte di suo fratello, Sofia non fu eletta come sua successore fino al 1002, con l'approvazione del nuovo re Enrico II. Sofia avrebbe combattuto in seguito contro i suoi superiori ecclesiastici che, con l'approvazione dell'imperatore Enrico II, misero in pericolo i privilegi di Gandersheim e il suo status. 
Insieme a sua sorella Adelaide di Quedlinburg, Sofia influenzò in modo significativo l'elezione di Enrico II come re dei Romani e lo legittimò nel 1024, quando visitò Vreden e Quedlinburg. Sofia e sua sorella in seguito ebbero lo stesso ruolo nell'elezione di Corrado II come primo imperatore del Sacro Romano Impero della dinastia salica. 
Nel 1011 Sofia ottenne anche l'abbazia di Essen alla morte di sua cugina Matilde, sorella di Ottone I di Svevia e Baviera. Inizialmente la successione era stata riservata alla sorella minore Matilde, che aveva invece sposò il conte palatino Azzo di Lotaringia. Secondo lo storico locale Georg Humann (1847-1932), Essen fu sempre un'abbazia secondaria per Sofia, e l'importanza di questa declinò in qualche modo sotto il suo dominio. La ricostruzione della cattedrale di Essen fu ritardata, anche se recenti ricerche suggeriscono che fu Sofia a dare il via alla ristrutturazione della Croce di Essen. 

### Morte
Sofia governò ottimamente le sue abbazie fino alla sua morte nel 1039. Nonostante l'aiuto che aveva ricevuto dalle sorelle, Corrado II negò la richiesta di Adelaide di Quedlinburg di succedere a Sofia come badessa di Gandersheim. Tuttavia Corrado morì nello stesso anno e il figlio e successore Enrico III alla fine le concesse l'abbazia di Gandersheim.

## Ascendenza
|                      |   |                        | Genitori                |  |  | Nonni |  |  | Bisnonni             |  |  | Trisnonni         |  |
|                      |   |                        |                         |  |  |       |  |  | Enrico l'Uccellatore |  |  | Ottone l'Illustre |  |
|                      |   |                        |                         |  |  |       |  |  | Enrico l'Uccellatore |  |  | Ottone l'Illustre |  |
|                      |   | Edvige di Babenberg    |                         |  |  |       |  |  | Enrico l'Uccellatore |  |  |                   |  |
| Ottone I             |   |                        |                         |  |  |       |  |  | Enrico l'Uccellatore |  |  |                   |  |
|                      |   | Matilde di Ringelheim  | Teodorico di Ringelheim |  |  |       |  |  |                      |  |  |                   |  |
|                      |   | Matilde di Ringelheim  | Teodorico di Ringelheim |  |  |       |  |  |                      |  |  |                   |  |
|                      |   | Matilde di Ringelheim  | Rainilde di Frisia      |  |  |       |  |  |                      |  |  |                   |  |
| Ottone II            |   | Matilde di Ringelheim  |                         |  |  |       |  |  |                      |  |  |                   |  |
|                      |   | Rodolfo II di Borgogna | Rodolfo I di Borgogna   |  |  |       |  |  |                      |  |  |                   |  |
|                      |   | Rodolfo II di Borgogna | Rodolfo I di Borgogna   |  |  |       |  |  |                      |  |  |                   |  |
|                      |   | Rodolfo II di Borgogna | Willa di Provenza       |  |  |       |  |  |                      |  |  |                   |  |
| Adelaide di Borgogna |   | Rodolfo II di Borgogna |                         |  |  |       |  |  |                      |  |  |                   |  |
|                      |   | Berta di Svevia        | Burcardo II di Svevia   |  |  |       |  |  |                      |  |  |                   |  |
|                      |   | Berta di Svevia        | Burcardo II di Svevia   |  |  |       |  |  |                      |  |  |                   |  |
|                      |   | Berta di Svevia        | Regelinda               |  |  |       |  |  |                      |  |  |                   |  |
| Sofia di Gandersheim |   | Berta di Svevia        |                         |  |  |       |  |  |                      |  |  |                   |  |
|                      | - | -                      |                         |  |  |       |  |  |                      |  |  |                   |  |
|                      | - | -                      |                         |  |  |       |  |  |                      |  |  |                   |  |
|                      | - | -                      |                         |  |  |       |  |  |                      |  |  |                   |  |
| Costantino Skleros   | - |                        |                         |  |  |       |  |  |                      |  |  |                   |  |
|                      |   | -                      | -                       |  |  |       |  |  |                      |  |  |                   |  |
|                      |   | -                      | -                       |  |  |       |  |  |                      |  |  |                   |  |
|                      |   | -                      | -                       |  |  |       |  |  |                      |  |  |                   |  |
| Teofano              |   | -                      |                         |  |  |       |  |  |                      |  |  |                   |  |
|                      |   | Leone II Foca          | Barda Foca il Vecchio   |  |  |       |  |  |                      |  |  |                   |  |
|                      |   | Leone II Foca          | Barda Foca il Vecchio   |  |  |       |  |  |                      |  |  |                   |  |
|                      |   | Leone II Foca          | -                       |  |  |       |  |  |                      |  |  |                   |  |
| Sofia Foca           |   | Leone II Foca          |                         |  |  |       |  |  |                      |  |  |                   |  |
|                      |   | -                      | -                       |  |  |       |  |  |                      |  |  |                   |  |
|                      |   | -                      | -                       |  |  |       |  |  |                      |  |  |                   |  |
|                      |   | -                      | -                       |  |  |       |  |  |                      |  |  |                   |  |
|                      |   | -                      |                         |  |  |       |  |  |                      |  |  |                   |  |